# Silvia Guignard
Silvia Guignard Schnyder (Lachen, 6 de agosto de 1974) es una deportista suiza que compite en tiro, en la modalidad de rifle.
Ganó cuatro medallas en el Campeonato Mundial de Tiro entre los años 2018 y 2023, y ocho medallas en el Campeonato Europeo de Tiro entre los años 2019 y 2024.

## Palmarés internacional
| Campeonato Mundial | Campeonato Mundial       | Campeonato Mundial | Campeonato Mundial             |
| Año                | Lugar                    | Medalla            | Prueba                         |
| ------------------ | ------------------------ | ------------------ | ------------------------------ |
| 2018               | Changwon (Corea del Sur) | Medalla de bronce  | Rifle en pos. tendida 300 m    |
| 2022               | El Cairo (Egipto)        | Medalla de plata   | Rifle en pos. tendida 300 m    |
| 2023               | Bakú (Azerbaiyán)        | Medalla de plata   | Rifle en pos. tendida 300 m    |
| 2023               | Bakú (Azerbaiyán)        | Medalla de bronce  | Rifle 3 posiciones 300 m       |
| Campeonato Europeo |                          |                    |                                |
| Año                | Lugar                    | Medalla            | Prueba                         |
| 2019               | Lonato (Italia)          | Medalla de bronce  | Rifle 3 posiciones 300 m       |
| 2021               | Osijek (Croacia)         | Medalla de oro     | Rifle 3 posiciones 300 m       |
| 2021               | Osijek (Croacia)         | Medalla de oro     | Rifle 3 posiciones 300 m mixto |
| 2022               | Zagreb (Croacia)         | Medalla de oro     | Rifle 3 posiciones 300 m mixto |
| 2022               | Zagreb (Croacia)         | Medalla de plata   | Rifle en pos. tendida 300 m    |
| 2022               | Zagreb (Croacia)         | Medalla de bronce  | Rifle estándar 300 m           |
| 2024               | Osijek (Croacia)         | Medalla de plata   | Rifle estándar 300 m           |
| 2024               | Osijek (Croacia)         | Medalla de plata   | Rifle 3 posiciones 300 m mixto |